# 1985年世界羽球大獎賽總決賽
1985年世界羽球大獎賽總決賽，於1985年12月12日至15日在日本首都東京舉行。這是過去一個賽季的大獎賽系列的最後一場比賽，也是第3屆世界羽球大獎賽總決賽，總獎金為87,900美元。與後來的比賽相比，1983年至1985年WBGP的前三屆比賽只有男子單打和女子單打。從1987年開始，增加了男子雙打、女子雙打和混合雙打三個雙打項目。
本賽事只邀請年度最優秀的12名男子單打及8名女子單打選手參加，來自中國的韓健和李玲蔚分別獲得冠軍。

## 決賽結果
| 項目     | 冠軍   | 亞軍   | 比數       |
| -------- | ------ | ------ | ---------- |
| 男子單打 | 韓健   | 施羽   | 15:6, 15:3 |
| 女子單打 | 李玲蔚 | 韓愛萍 | 11:3, 11:3 |

## 外部連結
- Smash: World Grand Prix Finals, Tokyo 1985